# 寿保镇
寿保镇，原为寿保乡，是中华人民共和国四川省乐山市犍为县下辖的一个乡镇级行政单位。2019年12月，撤销寿保乡和敖家镇，设立寿保镇，以原寿保乡和原敖家镇行政区域为寿保镇的行政区域。

## 行政区划
寿保镇下辖以下地区：
寿保场社区、刘坝村、盐坝村、双成村、三湾村、油房村、大坡村、旺家村、邓坝村、花金村、文昌村和四房村。